# Миколаївобленерго
АТ «Миколаївобленерго» — акціонерне товариство зі штаб-квартирою в місті Миколаїв, яке здійснює розподілення, транспортування та постачання електроенергії у Миколаївській області. Одним із його власників (як і ще 11 обленерго) є російський олігарх і довірена особа Путіна Бабаков Олександр Михайлович. Його частка в обленерго 13,2 %.

## Історія
1995 року, заснована державна акціонерна енергопостачальна компанія «Миколаївобленерго». Наказ Міністерства енергетики та електрифікації № 177 від 31.07.1995. 1999 року ДАЕК «Миколаївобленерго» перетворено у Відкрите Акціонерне Товариство Енергопостачальна Компанія «Миколаївобленерго». 2011 року, ВАТ ЕК «Миколаївобленерго» перейменовано у Публічне акціонерне Товариство «Миколаївобленерго». Новий Статут ПАТ «Миколаївобленерго» зареєстрований Виконавчим комітетом Миколаївської міської ради 14 квітня 2011 року та отримано Свідоцтво про державну реєстрацію ПАТ «Миколаївобленерго». 19 квітня 2018 року на річних загальних зборах акціонерів ПАТ «Миколаївобленерго» було ухвалено рішення щодо зміни найменування компанії на акціонерне товариство «Миколаївобленерго» з 02.05.2018 року.

## Структура
До складу АТ «Миколаївобленерго» входять:
- Центральний округ
  - філії м. Миколаїв та філія «Південна»;
- Південний округ
  - філії Березанського, Веселинівського, Миколаївського, Очаківського районів;
- Західний округ
  - філії Арбузинського, Врадіївського, Кривоозерського, Первомайського районів;
- Північний округ
  - філії Братського, Вознесенського, Доманівського, Єланецького, Новоодеського районів;
- Східний округ
  - філії Баштанського, Березнегуватського, Казанківського, Новобузького, Снігурівського районів.[6]